# Kamisol

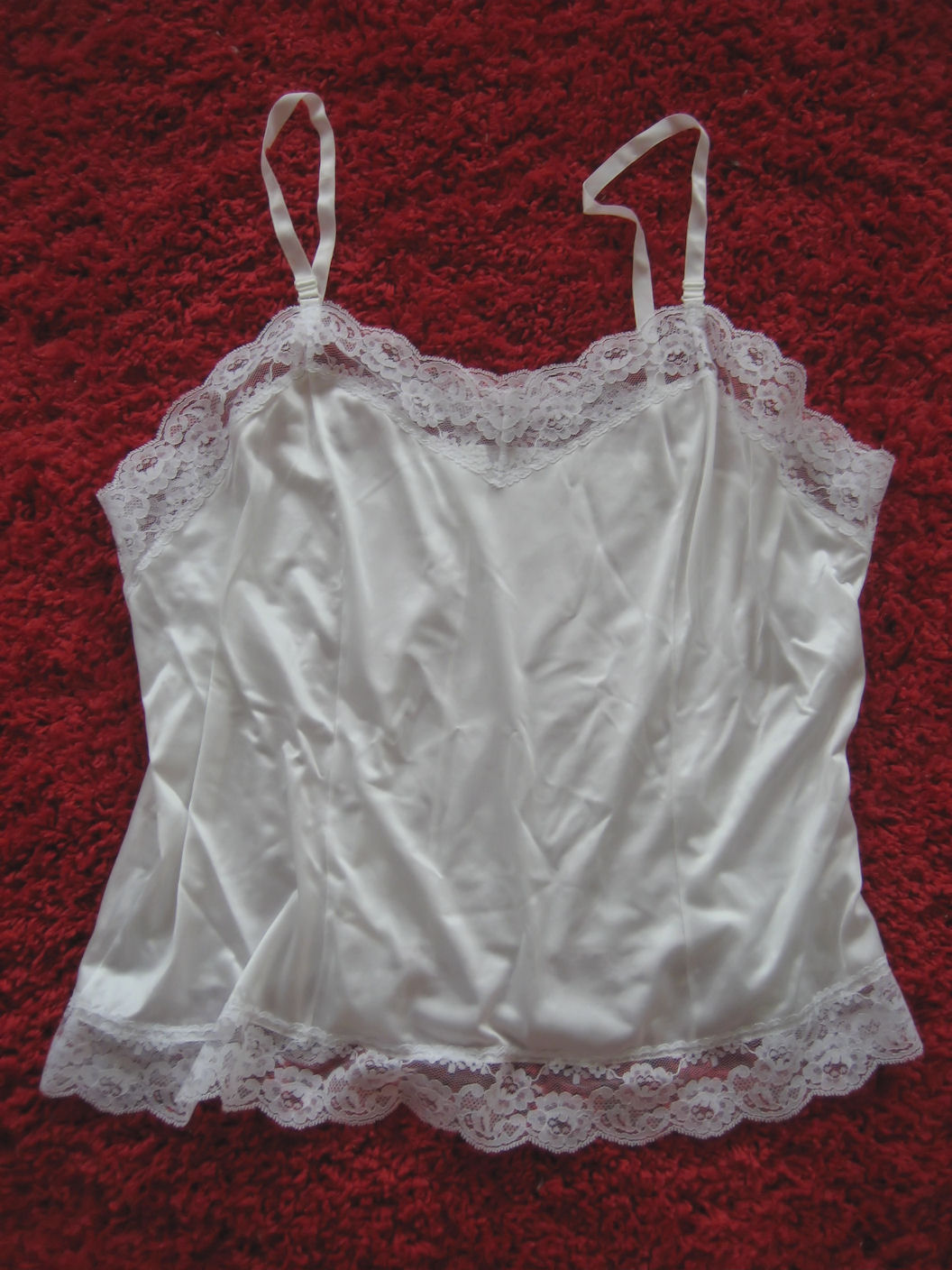
En vit camisole.

Kamisol, ibland även camisole (franska camisole, "undertröja", "linne", av latin camisia och orientaliska kami "skjorta"), var ett underplagg i bland annat svenska armén och flottan under 1600-1700-talet.

## Historiskt
Kamisolen och västen var samma typ av plagg, bara med olika namn för samma plagg. Kamisolen som uniformspersedel tillverkades av bock-, rens-, bagge- eller älgskinn, eller i kläde av olika färger och underfodrades ofta med linnetyg. Den hade framtill och på ärmarna ett mindre antal knappar än de till själva uniformsrocken. Ibland, och för vissa typer av soldater och officerare, pyntades den med galoner eller band i olika färger.

## 1900-tal
Numera är kamisol ett ärmlöst midjekort underplagg för kvinnor, som liknar ett linne. Den kan vara tillverkad av till exempel satin, chiffong, nylon, siden eller bomull och är i regel kortare än nattplagget chemise.

## Bilder

Camisole och andra nattlinnen.
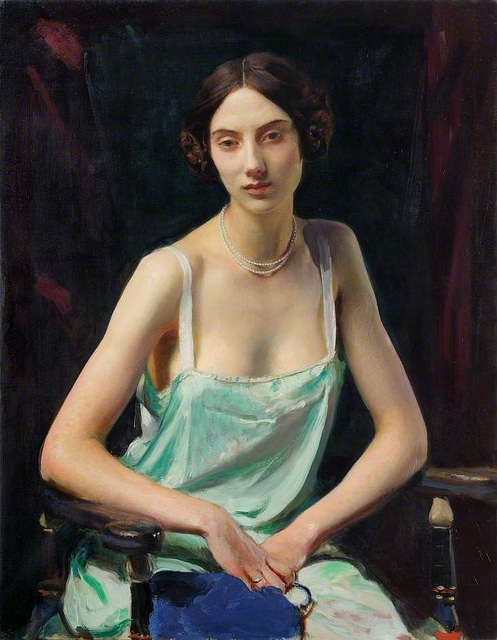
George Spencer Watson – Kvinna iförd camisole (cirka 1920).